# Ачимпонг, Джош
Джошуа Кофи Ачимпонг (англ. Joshua Kofi Acheampong; род. 5 мая 2006, Лондон) — английский футболист, защитник клуба «Челси».

## Клубная карьера
Воспитанник клуба «Челси», 11 марта 2024 года Ачимпонг впервые попал в заявку своей команды на матч Премьер-лиги против «Ньюкасл Юнайтед», однако на поле не появился. 2 мая 2024 года в матче Премьер-лиги против «Тоттенхэм Хотспур» Джош дебютировал за основную команду «синих», выйдя на замену Алфи Гилкристу на 85-й минуте.

## Карьера в сборной
Выступал за сборные Англии до 16, до 17 и до 18 лет.

## Достижения
«Челси»
- Победитель Лиги конференций УЕФА: 2024/25
- Победитель Клубного чемпионата мира: 2025